# كاسر الجوز الصيني
«كاسر الجوز الصيني (التسمية العلمية: Sitta villosa) هو نوع من الطيور ينتمي إلى عائلة خازنات البندق. وهو طائر صغير الحجم، وقياسه حوالي 11.5 سم في الطول. لون أجزائه العليا هو الرمادي والأزرق، والسفلى البرتقالي واللون الرمادي، ولون جانبي الرئس الأبيض.

## الوصف

### أنواع مشابهة

الأنواع الشبيهه بكاسر الجوز الصيني
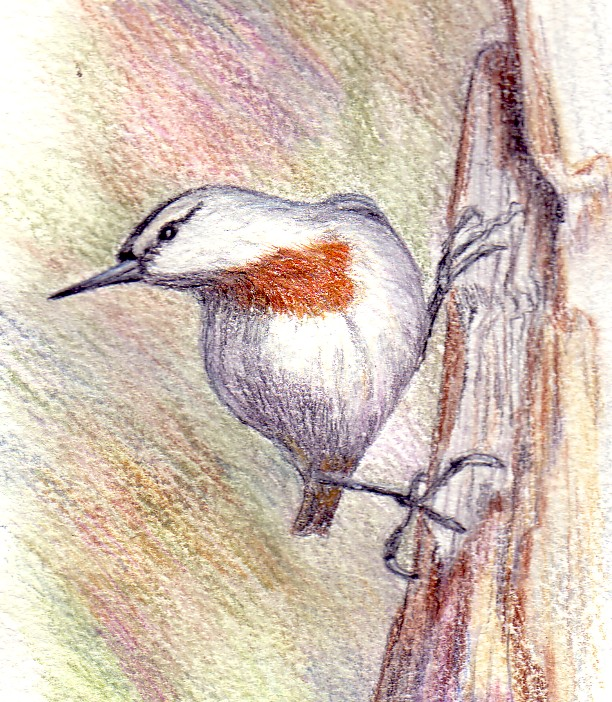
كاسر الجوز الكروبرز (S. villosa)
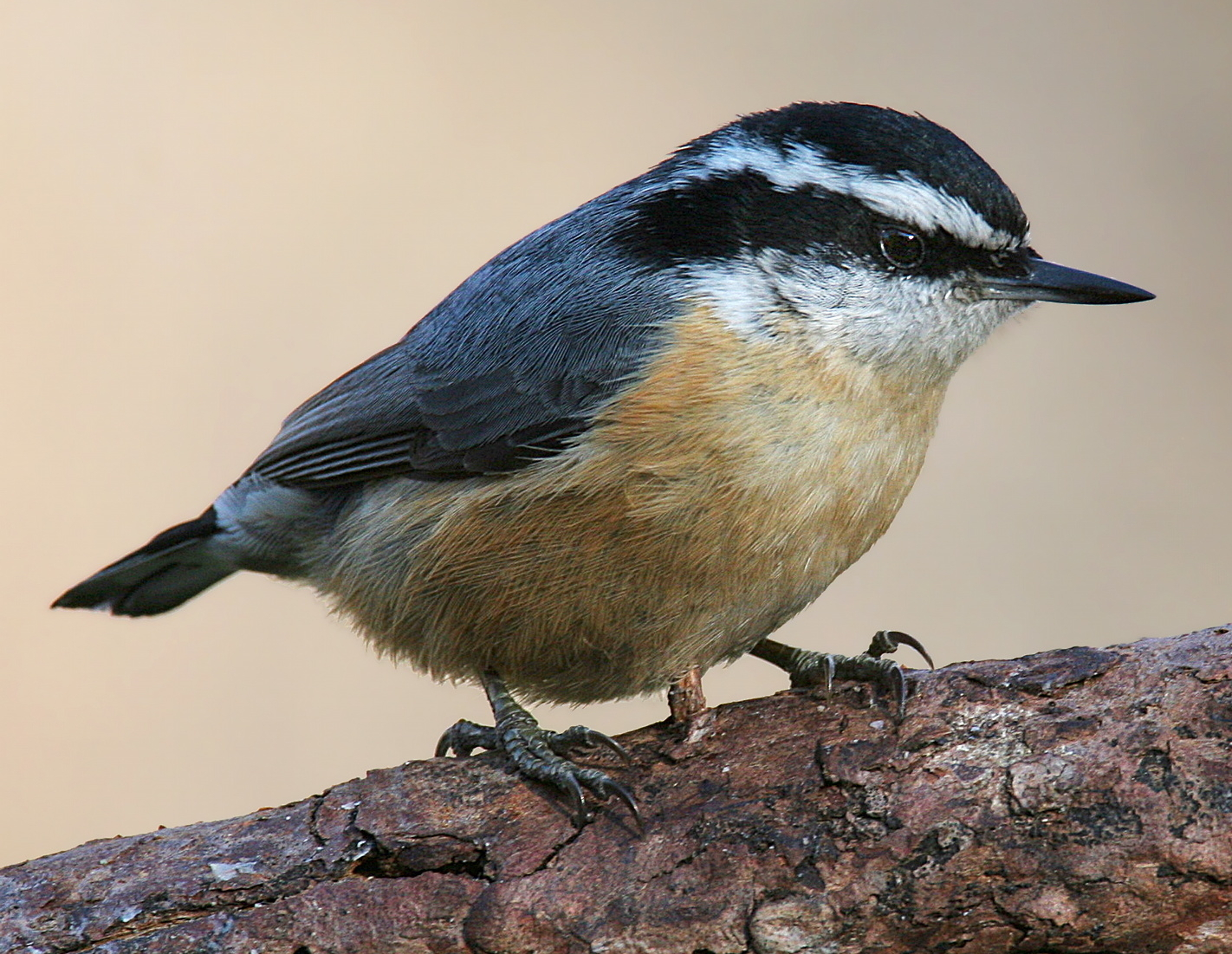
كاسر الجوز أحمر الصدر (S. canadensis)
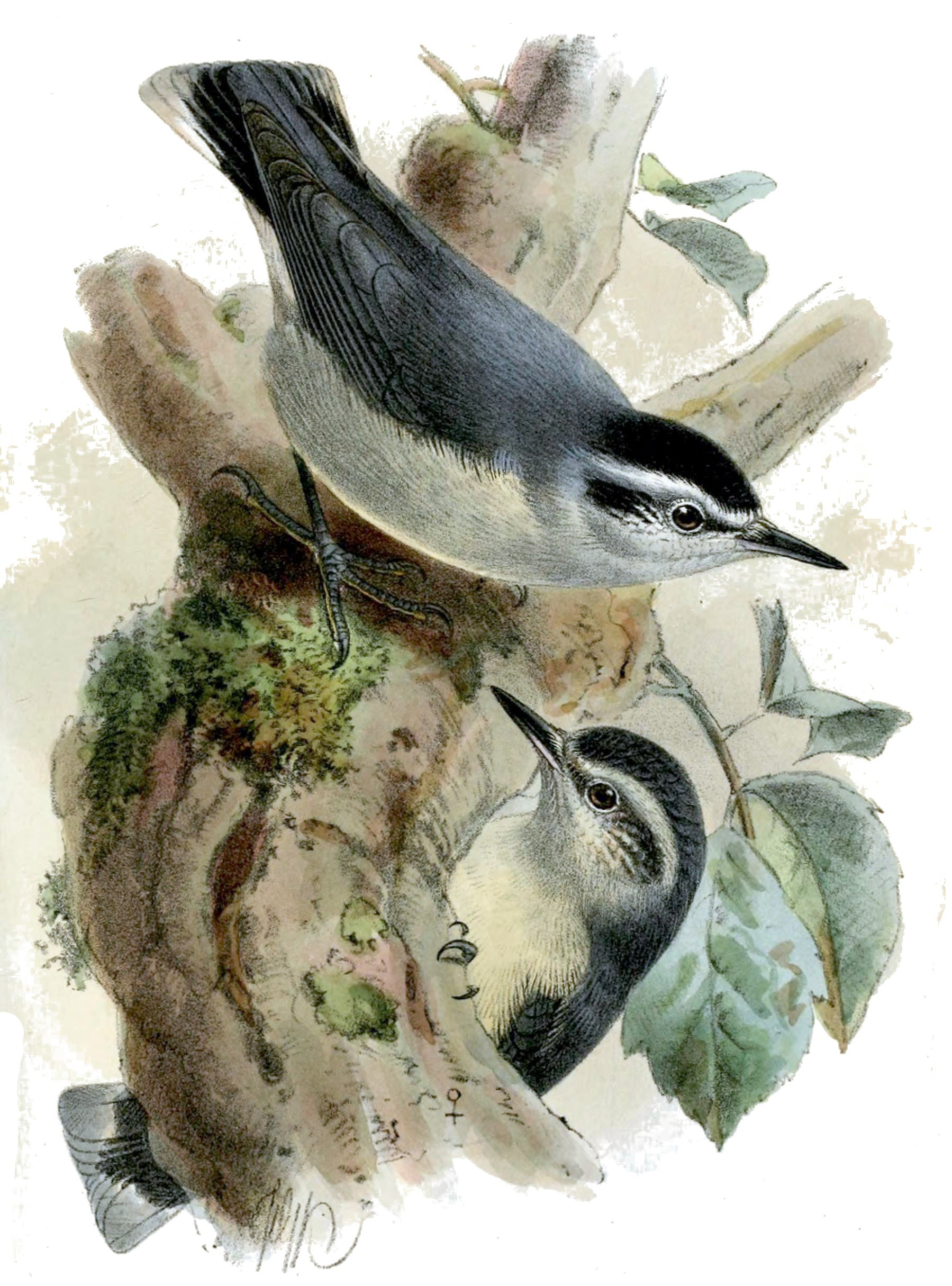
كاسر الجوز الكورسيكي (Sitta krueperi)
كاسر الجوز القبائلي (SittaLedanti.svg)